# Mezzoldo
Mezzoldo [meˈʣːoldo] (Mezóld [mɛˈzolt] in dialetto bergamasco) è un comune italiano di 166 abitanti della provincia di Bergamo in Lombardia. Situato alla testata della Val Brembana e bagnato dal fiume Brembo, il comune fa parte della Comunità Montana della Valle Brembana.

## Storia
Come per molti altri borghi vicini appartenenti alla valle Averara, si pensa tuttavia i primi insediamenti stabili in questa zona siano riconducibili all'epoca delle invasioni barbariche, quando le popolazioni soggette alle scorrerie si rifugiarono in luoghi remoti, al riparo dall'impeto delle orde conquistatrici. In particolar modo si presume che siano stati gli abitanti della vicina Valsassina ad arrivare per primi (presumibilmente attorno al VI secolo), come testimoniano alcuni toponimi uguali tra le due zone.
Il toponimo sembra derivare la propria origine dalla posizione in cui il borgo è posto: Mezzo alto, poi traslato in Mezzoldo indicherebbe infatti un luogo posto in alto, in mezzo ai monti circostanti.
I primi documenti su cui appare il nome del paese risalgono al 1472, durante la dominazione della Repubblica di Venezia, quando si fa menzione di Mezolo.
Una delle principali fonti di reddito era data dal commercio, grazie all'esistenza, già in epoca medievale, dell’alta via del ferro che conduceva, attraverso angusti sentieri, fino alla Valsassina e permetteva il commercio di materiale ricavato dalle vicine miniere.
Il principale evento che caratterizzò la storia di questo piccolo paese fu però la costruzione della Via Priula, avvenuta nel 1592 per merito della Serenissima che acquisì queste terre nel 1427, in sostituzione alla dominazione dei Visconti.
Questa strada permise il passaggio di gran parte dei commerci diretti in Valtellina, posta nel Canton Grigioni, sul territorio comunale tramite una via che raggiungeva il passo che, posto a monte dell'abitato, venne denominato Passo di San Marco.
Ciò comportò la costruzione anche di una dogana che moltiplicò gli scambi e le entrate, che restarono però ad appannaggio di quei pochi che già disponevano di un buon capitale.
Con la fine della dominazione veneta anche la strada in questione perse importanza e cadde in uno stato di semi abbandono. Conseguentemente anche il paese di Mezzoldo si trovò nuovamente isolato dalle arterie dei commerci, situazione che ha favorito lo spopolamento che è durato fino ai giorni nostri.
Recentemente l'economia si è risollevata grazie all'industria del turismo, che tuttavia non ha snaturato l'anima del borgo.

### Simboli
Il comune ha come simboli lo stemma e il gonfalone concessi con D.P.R. 28 ottobre 1962. Lo stemma è troncato in due parti, la superiore, rossa, reca tre stelle d'oro che rappresentano i tre nuclei fondamentali del paese: il centro (Ca' Bereri, Ca' Maisetti), le frazioni poste a sud (Ca' Vassalli, Ca' Bonetti, Sparavera e Soliva) e la frazione a nord (Scaluggio); le stelle sono a sei punte per indicare il centro e le cinque frazioni. La parte inferiore, azzurra, reca tre api d'oro che simboleggiano la laboriosità.
Blasonatura stemma:
(DPR 28 ottobre 1962)
Blasonatura gonfalone:
(DPR 28 ottobre 1962)

## Geografia fisica

### Territorio
Inserito in uno scenario naturalistico mozzafiato, offre numerose possibilità di svago al turista: dalle numerose escursioni adatte a tutte le esigenze (con meta o partenza dal Rifugio Cà San Marco), alla pratica della pesca nei numerosi torrenti che costellano il territorio, agli sport invernali, primo fra tutti lo sci alpinismo.
Molto caratteristico è il palazzo che ospitava la dogana veneta. Posto in centro al paese, porta ancora gli stemmi risalenti alla dominazione veneta.
Anche la chiesa parrocchiale è degna di nota. Edificata nel XVI secolo e intitolata a san Giovanni Battista, presenta un'importante opera pittorica di Lattanzio da Rimini e un altare in marmo nero.
Merita menzione anche il caratteristico borgo di Sparavera, piccola frazione a sud del capoluogo, con le abitazioni rurali in pietra.

## Società

### Evoluzione demografica
Abitanti censiti

## Amministrazione
| Periodo | Periodo   | Primo cittadino  | Partito                    | Carica  | Note                                               |
| ------- | --------- | ---------------- | -------------------------- | ------- | -------------------------------------------------- |
| 1985    | 1990      | Marco Balicco    | lista civica               | Sindaco |                                                    |
| 1990    | 1990      | Luciano Magnati  | lista civica               | Sindaco |                                                    |
| 1990    | 1995      | Marco Balicco    | lista civica               | Sindaco |                                                    |
| 1995    | 1997      | Marco Balicco    | lista civica               | Sindaco |                                                    |
| 1998    | 2002      | Renato Magnati   | lista civica               | Sindaco |                                                    |
| 2002    | 2007      | Raimondo Balicco | lista civica               | Sindaco |                                                    |
| 2007    | 2012      | Raimondo Balicco | lista civica               | Sindaco |                                                    |
| 2012    | 2017      | Domenico Rossi   | lista civica               | Sindaco |                                                    |
| 2017    | 2020      | Raimondo Balicco | lista civica Stella alpina | Sindaco | Deceduto in carica durante la pandemia di COVID-19 |
| 2020    | in carica | Stefania Siviero | lista civica Stella alpina | Sindaco |                                                    |